# 黎湘
黎湘（1967年9月—），男，湖南浏阳人，中华人民共和国电子信息专家，中国人民解放军少将，现任中国人民解放军国防科技大学校长。中共第二十届中央候补委员。

## 生平
1967年9月，黎湘出生在湖南省长沙市浏阳县北盛镇。 1989年本科毕业于西安电子科技大学电子工程学院。

## 荣誉
- 2021年11月18日，中国科学院信息技术科学部院士[4]